# Heinrich Gelzer
Heinrich Gelzer (Berlim, 1 de julho de 1847 — Jena, 11 de julho de 1906) foi um erudito clássico alemão. Ele também escreveu sobre a mitologia armênia. Ele era filho do historiador suíço Johann Heinrich Gelzer (1813–1889). Ele se tornou professor de filologia clássica e história antiga da Universidade de Jena, em 1878. Ele escreveu um trabalho ainda padrão sobre Sexto Júlio Africano. Ele trabalhou na cronologia de Giges da Lídia, a partir das evidências cuneiformes, em um artigo de 1875.

## Obras
- Sextus Julius Africanus und die byzantinische Chronographie (em três volumes) — cronologia sobre Sexto Júlio Africano e os bizantinos.
- Georgii Cyprii Descriptio orbis romani (1890).
- Index lectionum Ienae (1892).
- Leontios' von Neapolis Leben des heiligen Johannes des Barmherzigen, Erzbischofs von Alexandrien (1893) — biografia de Leôncio de Neápolis e João, o Misericordioso, arcebispo de Alexandria.
- Geistliches und Weltliches aus dem türkisch-griechischen Orient (1900) — O Oriente greco-turco espiritual e mundano.
- Ungedruckte und ungenügend veröffentlichte Texte der Nottiae episcopatuum. Ein Beitrag zur byzantinischen Kirchen- und Verwaltungsgeschichte (1901) — textos incompletos e não publicados de Notitiae Episcopatuum, uma contribuição sobre a Igreja Bizantina e história administrativa.
- Vom heiligen Berge und aus Makedonien. Reisebilder aus den Athosklöstern und dem Insurrektionsgebiet (1904) Das montanhas sagradas e da Macedónia; com fotografias de viagem dos mosteiros de Atos, etc.
- Scriptores sacri et profani ... Bd. 4. Des Stephanos von Taron armenische Geschichte (1907), tradução feita com August Burckhardt.
- Byzantinische Kulturgeschichte (1909) — história cultural bizantina.
- Patrum nicaenorum nomina, com Heinrich Hilgenfeld e Otto Cuntz.
- Ausgewählte kleine Schriften — escritas menores selecionadas.
- Der altfranzösische Yderroman (1913), as editor — romance de Yder escrito no francês antigo.